# NGC 1368
NGC 1368 је лентикуларна галаксија у сазвежђу Еридан која се налази на NGC листи објеката дубоког неба.
Деклинација објекта је - 15° 39' 20" а ректасцензија 3h 34m 58,8s. Привидна величина (магнитуда) објекта NGC 1368 износи 14,3 а фотографска магнитуда 15,2. NGC 1368 је још познат и под ознакама MCG -3-10-12, NPM1G -15.0194, PGC 13247.